# 钝瓣景天
钝瓣景天（学名：Sedum obtusipetalum）是景天科景天属的植物。分布于中国大陆的云南、四川等地，生长于海拔2,000米至3,700米的地区，多生长在湿地及山谷岩石上，目前尚未由人工引种栽培。